# 시지미역
시지미역(일본어: 志染駅, しじみえき)은 일본 효고현 미키시에 있는 고베 전철 아오 선의 역이다. 역 번호는 KB50이다.

## 역사
- 1937년 12월 28일: 미키 전기철도의 히로노 골프조 마에 ~ 미키히가시구치 역(현, 미키우에노마루 역)까지 연장 개통으로 영업 개시.
- 1947년 1월 9일: 고베 아리마 전기철도와 미키 전기철도가 회사 합병하고 신아리미키 전기철도의 역이 됨.
- 2012년 5월 19일: 아오 선의 운행 시간 변경에 따라 일중의 일부 열차에서 본 역의 회차점이 됨.

## 역 구조
혼합식 승강장 2면 3선의 구조로 대피 및 교행이 가능한 지평역이다.
남쪽보다 1·2·3번 선이 있는 승강장 유효 길이는 1번 선만 5량 외에는 4량으로 5량 편성의 입선은 있다. 역사(개찰구)는 아오 방향에 있는 기찻길 사이로 남북에 개찰구가 있지만, 역무원은 남쪽의 역사에만 배치되어 있다. 2·3번 승강장에는 구내 건널목에서 연결되며 역 근처에 건널목이 없기 때문에 자동 출입구를 통과하고 자유롭게 구내 건널목을 건널 수 있다. 이 때문에 무료 통행권을 매표기로 발행하고 있다.

### 승강장
| 1 | ■ 아오 선(하행) | 에비스·미키·오노·아오 방면                                           |
| 2 | ■ 아오 선(상행) | 오시베다니·고바타·니시스즈란다이·스즈란다이·미나토가와·신카이치 방면 |
| 3 | ■ 아오 선(상행) | 오시베다니·고바타·니시스즈란다이·스즈란다이·미나토가와·신카이치 방면 |

- 3선과 양방향의 출발에 대응하고 있다. 입선에 대해서는 1번 선만 신카이치 방면에서 진입 불가능하지만 2,3번 선은 두 방향에서 진입 가능하다.

## 역 주변
역 북쪽에 로터리가 있지만 도로 폭이 좁은 노선 버스는 중형만 출입이 가능하다. 대형은 옆의 에비스 역에 발차한다. 역의 주요 이용자는 지유가오카라사쓰키다이의 주민들이다. 역 북쪽은 정비된 뉴타운이기에 도시 기능이 원활하다.
- 지유가오카 공민관
- 지유가오카 인정 어린이 집
- 미키 시립 히로노 유치원
- 미키 시립 지유가오카 유치원
- 미키 시립 히로노 초등학교
- 미키 시립 지유가오카 초등학교
- 미키 시립 지유가오카히가시 초등학교
- 미키 시립 지유가오카 중학교
- 효고 현립 미키히가시 고등학교
- 히로노 자동차 교습소
- 미키 우체국
- 미키 니시지유가오카 우체국
- 미키 히가시지유가오카 우체국
- 미나토 은행 시지미 지점
- 미키 산요 병원
- 더 다이소 미키 시지미점
- 효고 현립 미키야마 삼림공원
- 미키 로열 테니스 클럽
- 히로노덴엔 테니스 클럽

## 사진

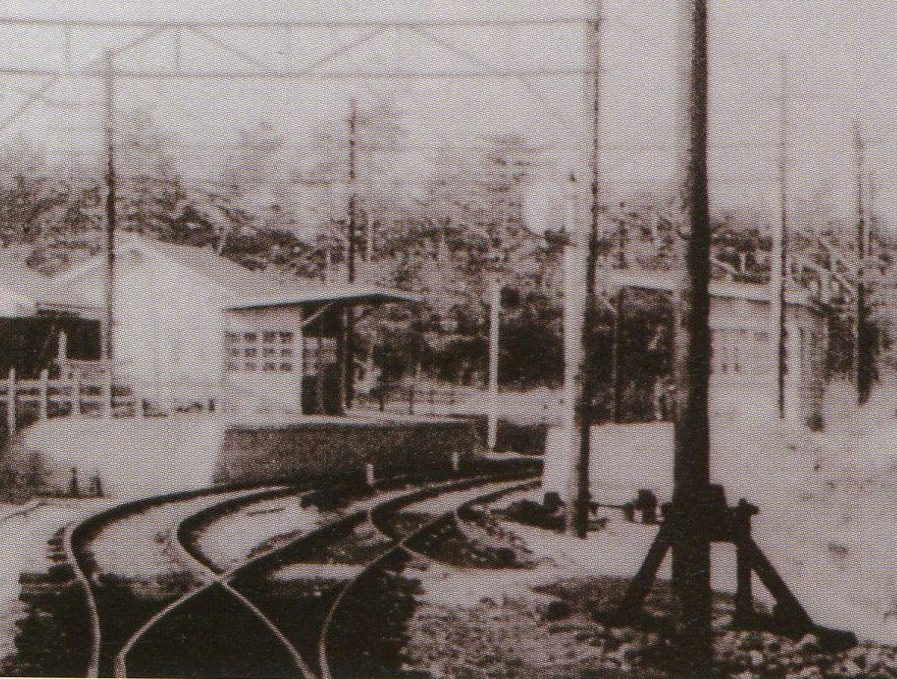
1937년의 시지미 역
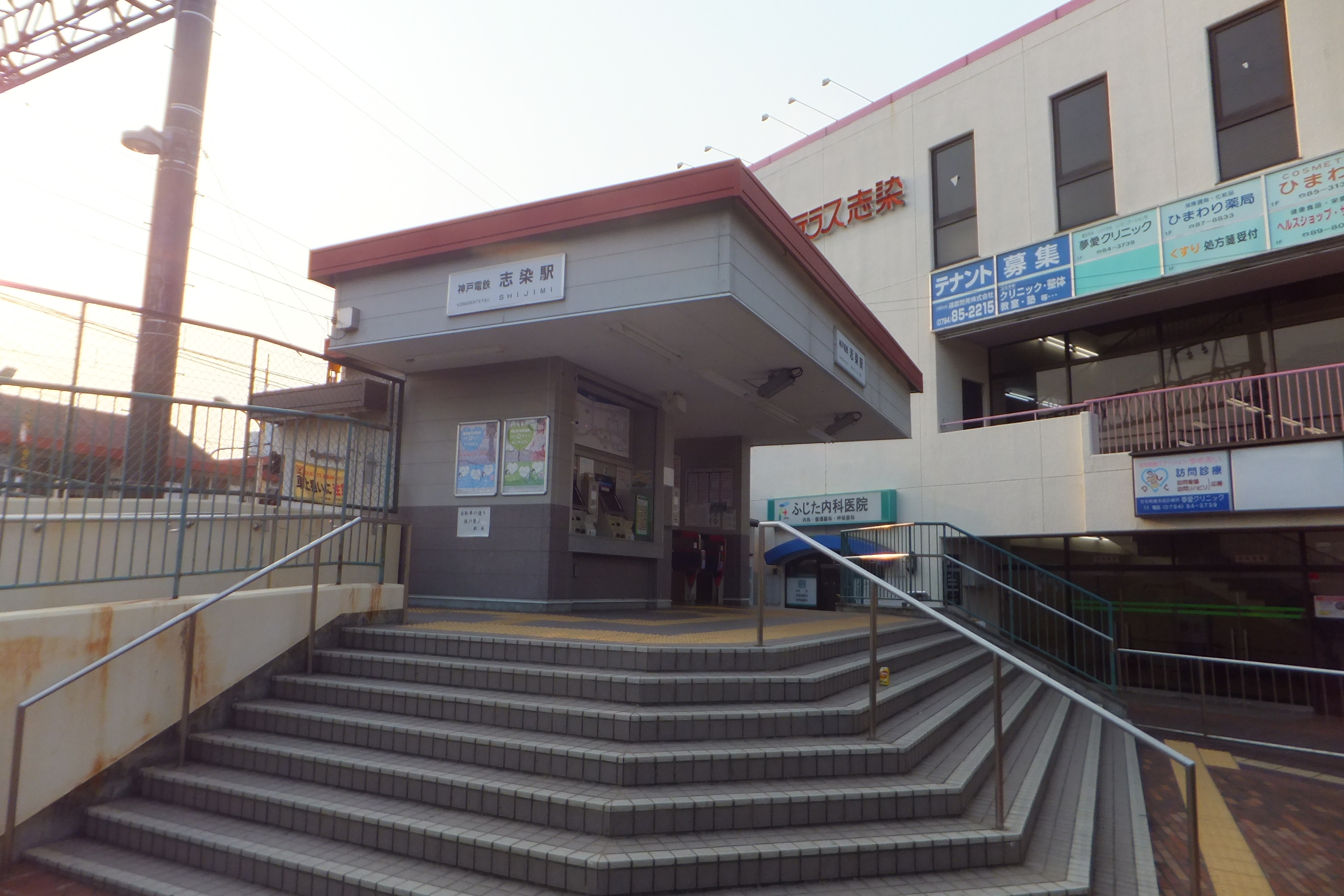
북쪽 출입구
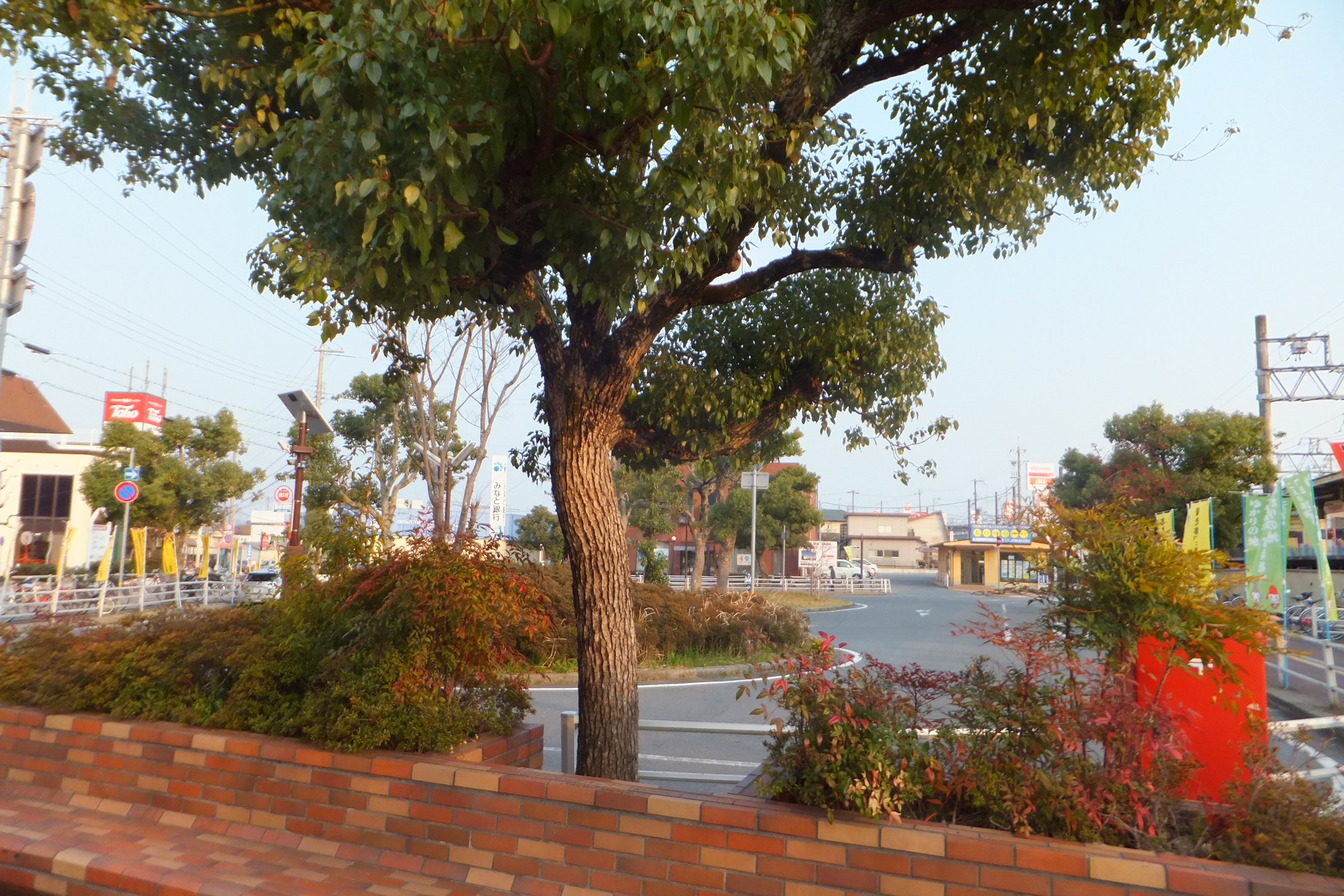
역전 로터리
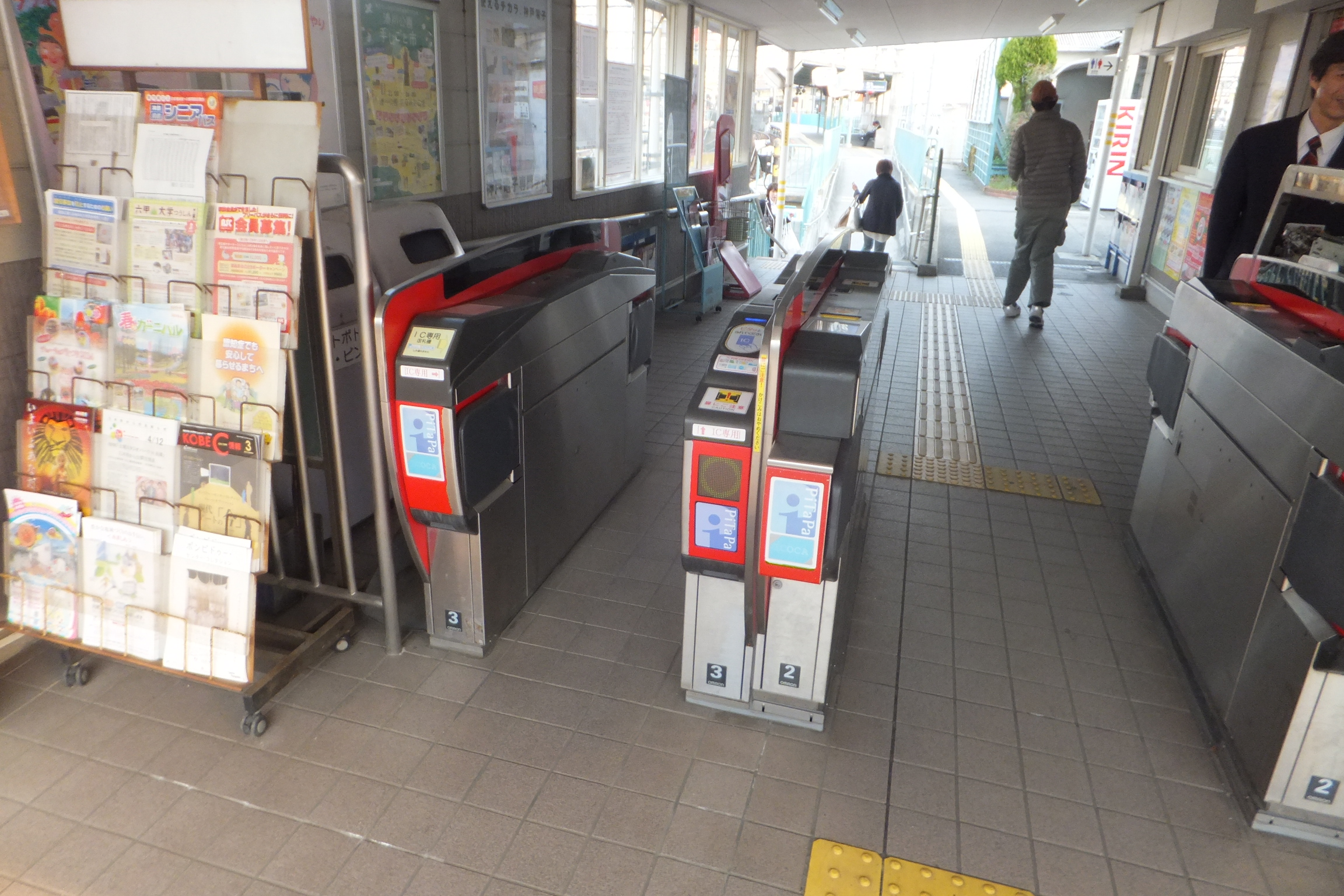
개찰구
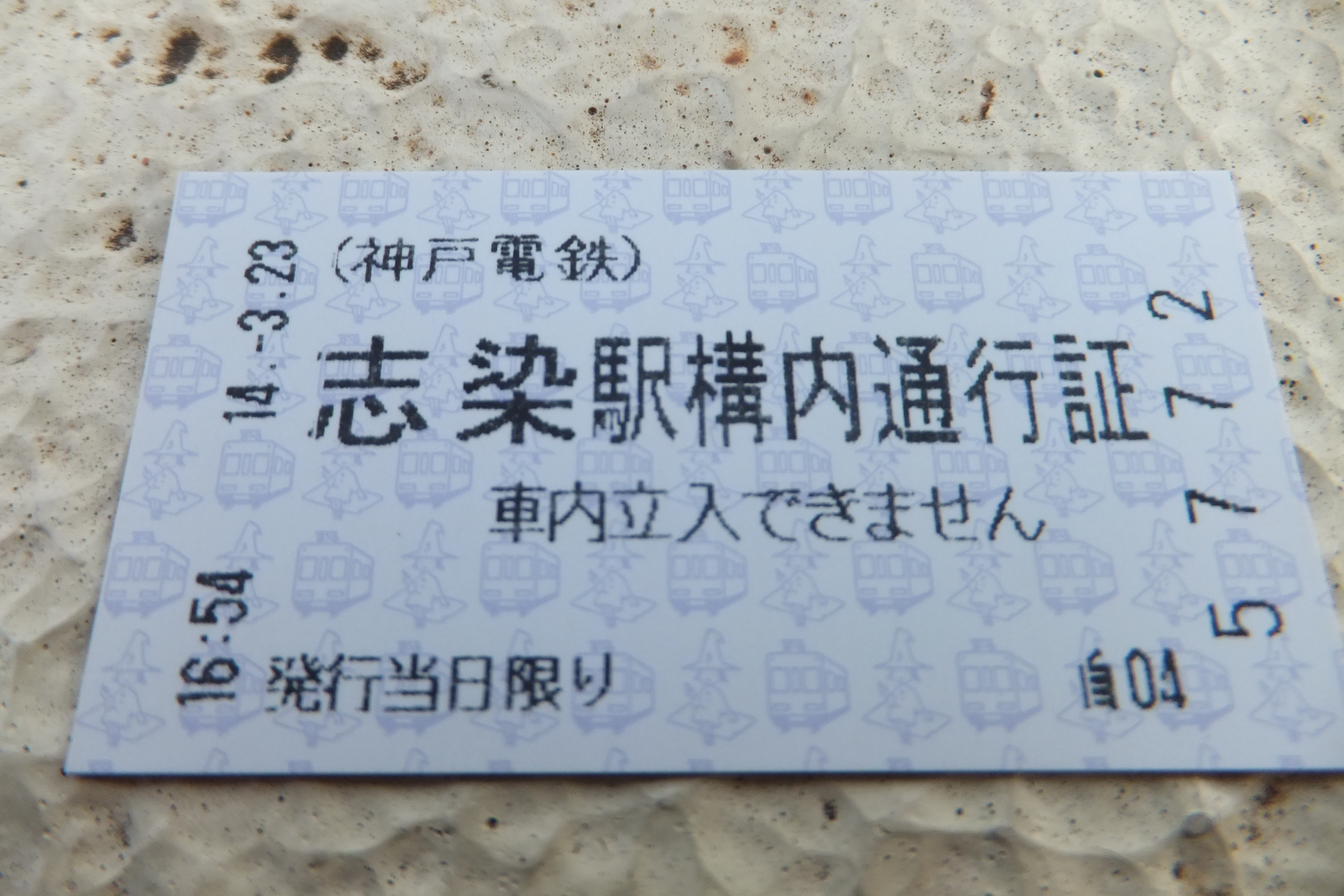
구내 통행권

## 인접역
| 고베 전철 아오 선                     | 고베 전철 아오 선           | 고베 전철 아오 선     |
| ------------------------------------- | --------------------------- | --------------------- |
| KB49 히로노고루후조마에 신카이치 방면 | ■ 쾌속 ■ 급행 ■ 준급 ■ 보통 | 에비스 KB51 아오 방면 |